# Sirkka-Liisa Anttila
Pour les articles homonymes, voir Anttila.
Sirkka-Liisa Anttila (née le 20 décembre 1943 à Marttila), est une femme politique finlandaise. Elle est la ministre de l’Agriculture et des Forêts du gouvernement Vanhanen II depuis le 19 avril 2007. Elle représente le Parti du centre. Elle conserve son poste au sein du gouvernement Kiviniemi, mais est exclue du gouvernement Katainen, formé en 2011, car son parti n'en fait pas partie.

## Carrière
- 1977-1983 : conseillère municipale à Forssa
- 1983-1996, depuis 1999 : membre du parlement finlandais
- 1996-1999 : membre du parlement européen

En 2019, elle est nommée Ministre à titre honorifique.